# Maiden Voyage (álbum)
Maiden Voyage es el quinto álbum de estudio del músico estadounidense Herbie Hancock. Fue grabado por Rudy Van Gelder el 17 de marzo de 1965 para Blue Note Records. El álbum presenta a Hancock junto con el saxofonista tenor George Coleman, el trompetista Freddie Hubbard, el bajista Ron Carter y el baterista Tony Williams, es un álbum conceptual destinado a crear una atmósfera oceánica. Como tal, muchos de los títulos de las canciones hacen referencia a la biología marina o al mar, y los músicos desarrollan el concepto a través del uso del espacio.

## Antecedentes
Coleman, Carter, Williams y el mismo Hancock fueron recientemente parte del quinteto de Miles Davis.
Según las notas de álbum de Bob Blumenthal para la reedición de 1999: “Los registros de Blue Note indican que se había intentado grabar «Maiden Voyage», «Little One» y «Dolphin Dance» seis días antes, con Hubbard en la corneta y Stu Martin en lugar de Williams. Esas actuaciones fueron rechazadas en ese momento y se han perdido en los años siguientes”. Una versión diferente de «Little One» fue grabada por Miles Davis y su quinteto (que para entonces incluían a Wayne Shorter en lugar de Coleman) para el álbum E.S.P., también publicado en 1965.
Hancock cita «Shiny Stockings» de Count Basie como la principal fuente de inspiración para «Dolphin Dance».

## Recepción de la crítica
The Penguin Guide to Jazz designó el álbum como parte de su “Core Collection” con una calificación de cuatro estrellas, describiéndolo como “un logro colosal de un hombre que aún tiene solo 24 años”. Stephen Thomas Erlewine de AllMusic describe el álbum como “posiblemente su mejor disco de los años 1960, alcanzando un equilibrio perfecto entre el jazz lírico accesible y el hard bop arriesgado”.

## Legado
«Maiden Voyage», «The Eye of the Hurricane» y «Dolphin Dance» se han convertido en estándares de jazz y aparecen en The New Real Book vol. 2 de Hal Leonard. Mientras lo entrevistaban para KCET en 2011, Hancock dijo que consideraba que «Maiden Voyage» era su favorita de todas las composiciones que había escrito.: 1:41  Durante una entrevista en KTLA en 2020, el compositor le dijo a Frank Buckley que originalmente escribió la melodía para un comercial de televisión. Hancock fue el pianista en otra versión de «Maiden Voyage» para el álbum Happenings de Bobby Hutcherson, que se grabó en febrero de 1966. Hancock volvió a grabar «Maiden Voyage» y «Dolphin Dance» en su álbum de 1974 Dedication y actualizó la canción que da nombre al álbum en su álbum de 1988 Perfect Machine. «Dolphin Dance» se volvió a grabar en 1981 para el álbum Herbie Hancock Trio. Hancock ha publicado versiones en vivo de «Maiden Voyage» en CoreaHancock (1979) y An Evening With Herbie Hancock & Chick Corea: In Concert (1980) (ambas con Chick Corea). Hancock grabó «Maiden Voyage» y «Eye of the Hurricane» con VSOP Quintet en VSOP: Tempest in the Colosseum (1977).

## Lista de canciones
Todas las canciones escritas y compuestas por Herbie Hancock.
Lado uno
1. «Maiden Voyage» – 7:58
2. «The Eye of the Hurricane» – 6:02
3. «Little One» – 8:48

Lado dos
1. «Survival of the Fittest» – 10:04
2. «Dolphin Dance» – 9:17

## Créditos y personal
Créditos adaptados desde las notas de álbum.
Músicos
- Herbie Hancock – piano
- Freddie Hubbard – trompeta
- George Coleman – saxofón tenor
- Ron Carter – contrabajo
- Tony Williams – batería

Personal técnico
- Alfred Lion – productor
- Nora Kelly – notas de álbum
- Reid Miles – diseño de portada, fotografía

## Posicionamiento
| Gráfica (2021)                          | Pico de posición |
| --------------------------------------- | ---------------- |
| Bélgica (Flandes) (Ultratop 200 Albums) | 150              |
| Bélgica (Valonia) (Ultratop 200 Albums) | 168              |
| Suiza (Schweizer Hitparade)             | 89               |